# Flagellicaudata
Flagellicaudata è un clade estinto di dinosauri sauropodi diplodocimorphi vissuti dal Giurassico inferiore-Cretaceo inferiore, circa 174-122 milioni di anni fa (Toarciano-Aptiano), in Nord America, Africa ed Europa. Il clade fa parte di Sauropoda e include due famiglie, Dicraeosauridae e Diplodocidae.

## Filogenesi
Il clade Flagellicaudata fu eretto da Harris e Dodson (2004) per il clade Diplodocoide formato da Dicraeosauridae e Diplodocidae nel loro articolo che descriveva un nuovo genere di dinosauro sauropode, Suuwassea. Gli autori hanno effettuato un'analisi filogenetica e hanno osservato che Suuwassea, sebbene più derivata rispetto a Rebbachisauridae, si trova in una tricotomia con altre famiglie appartenenti a Diplodocoidea (Diplodocidae e Dicraeosauridae). Flagellicaudata è stato definito come un clade basato su nodi costituito dal più recente antenato comune di Dicraeosaurus e Diplodocus e di tutti i suoi discendenti. La parola "Flagellicaudata" si riferisce alle lunghe code a frusta di questi animali, flagello è una parola latina che significa "frusta", e cauda in latino significa "coda".
Frammento di cladogramma presentato nello studio di Harris & Dodson (2004):
| Diplodocinae | \| \| Barosaurus \| \| \| \| \| \| Diplodocus \| \| \| \| |
|              | \| \| Barosaurus \| \| \| \| \| \| Diplodocus \| \| \| \| |
|              | Apatosaurus                                               |
|              |                                                           |
|              | Barosaurus                                                |
|              |                                                           |
|              | Diplodocus                                                |
|              |                                                           |

|  | Barosaurus |
|  |            |
|  | Diplodocus |
|  |            |

|  | Dicraeosaurus |
|  |               |
|  | Amargasaurus  |
|  |               |
|  | Lingwulong    |
|  |               |

| Diplodocinae | \| \| Barosaurus \| \| \| \| \| \| Diplodocus \| \| \| \| |
|              | \| \| Barosaurus \| \| \| \| \| \| Diplodocus \| \| \| \| |
|              | Apatosaurus                                               |
|              |                                                           |
|              | Barosaurus                                                |
|              |                                                           |
|              | Diplodocus                                                |
|              |                                                           |

|  | Barosaurus |
|  |            |
|  | Diplodocus |
|  |            |

|  | Dicraeosaurus |
|  |               |
|  | Amargasaurus  |
|  |               |
|  | Lingwulong    |
|  |               |

|  | Rebbachisaurus |
|  |                |
|  | Nigersaurus    |
|  |                |
|  | Rayososaurus   |
|  |                |

| Diplodocinae | \| \| Barosaurus \| \| \| \| \| \| Diplodocus \| \| \| \| |
|              | \| \| Barosaurus \| \| \| \| \| \| Diplodocus \| \| \| \| |
|              | Apatosaurus                                               |
|              |                                                           |
|              | Barosaurus                                                |
|              |                                                           |
|              | Diplodocus                                                |
|              |                                                           |

|  | Barosaurus |
|  |            |
|  | Diplodocus |
|  |            |

|  | Dicraeosaurus |
|  |               |
|  | Amargasaurus  |
|  |               |
|  | Lingwulong    |
|  |               |

| Diplodocinae | \| \| Barosaurus \| \| \| \| \| \| Diplodocus \| \| \| \| |
|              | \| \| Barosaurus \| \| \| \| \| \| Diplodocus \| \| \| \| |
|              | Apatosaurus                                               |
|              |                                                           |
|              | Barosaurus                                                |
|              |                                                           |
|              | Diplodocus                                                |
|              |                                                           |

|  | Barosaurus |
|  |            |
|  | Diplodocus |
|  |            |

|  | Dicraeosaurus |
|  |               |
|  | Amargasaurus  |
|  |               |
|  | Lingwulong    |
|  |               |

|  | Rebbachisaurus |
|  |                |
|  | Nigersaurus    |
|  |                |
|  | Rayososaurus   |
|  |                |